# Aromanesos a Bulgària
Els aromanesos (en aromanès: armãnji; búlgar: арумъни), anomenats sovint valacs (búlgar: Власи), són una minoria ètnica no reconeguda a Bulgària.
Gairebé tots procedeixen d'emigracions de Grècia entre 1850 i 1914, o bé de Romania. Hi ha dos grups aromanesos: 
- Els aromanesos o valacs, d'origen grec, que són uns tres mil i viuen al sud del país.
- Els romano-vlacs, d'origen romanès, que viuen al nord i són uns trenta mil.

A Bulgària hi ha associacions aromaneses a Peshtera, Velingrad, Dupnitsa, Rakitovo i Blagoevgrad, entre d'altres, i una associació a Sofia (Societat aromanesa de Sofia) que coordina les activitats de l'Associació Valac de Bulgària dirigida pel senyor Kurkchiev. El 1992 van demanar l'obertura d'una escola d'aromanès, però no els fou concedit. En general les relacions amb el govern són bones.